# Ферміон Майорани

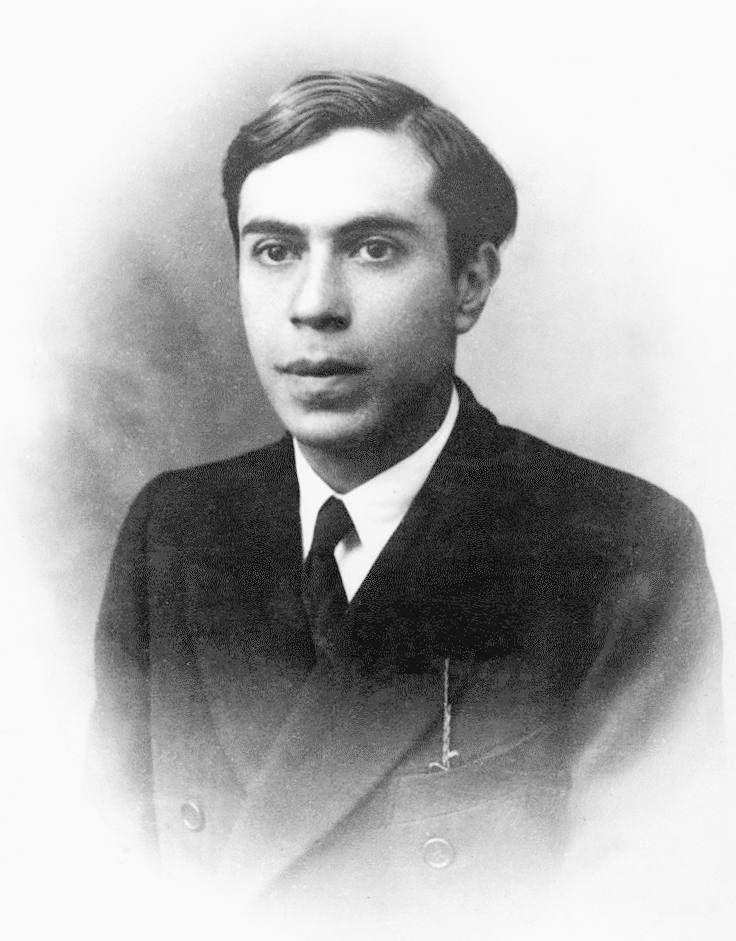
Етторе Майорана, який передбачив існування ферміона Майорани 1937 року

Ферміон Майорани — гіпотетична частинка зі спіном 1/2, що є власною античастинкою. Можливість існування такої частинки теоретизував Етторе Майорана 1937 року. Ферміон Майорани може бути тільки нейтральною частинкою. У контексті, коли мова йде про ферміон Майорани, всі інші ферміони, що не є власними античастинками, називають діраковими.
Жоден ферміон у рамках Стандартної моделі не є ферміоном Майорани. Однак, нейтрино може бути ферміоном Майорани, якщо вийти за межі Стандартної моделі. Якщо нейтрино має масу і є ферміоном Майорани, то можливий безнейтринний подвійний бета-розпад, в якому число лептонів не зберігається. Досі жодного випадку безнейтринного подвійного бета-розпаду не спостерігалося. Якщо він існує, то це надзвичайно рідкісна подія. Однак, експерименти з його реєстрації продовжуються, оскільки це задача, що стосується фундаментальних засад фізики.

## Квазічастинки як майоранівські ферміони
У фізиці конденсованих середовищ розглядається можливість існування квазічастинок, що описуються як майоранівські ферміони. Наразі немає остаточних та переконливих свідчень про існування таких квазічастинок, проте було зроблено експерименти, у яких спостерігалися "кандидати" на ферміони Майорани.
У 2012 році вчені з Делфтського технічного університету повідомили про свій експеримент із напівпровідниковою нанодротиною з антимоніду індію, приєднаною з одного боку до звичайного металевого електорода, а з іншого — до надпровідного електрода. Ефекти, які вдалося спостерігати у такій системі, можна пояснити за допомогою гіпотези про утворення квазічастинок  ферміонів Майорани у цій нанодротині.
В 2014 році вченими Принстонського університету вперше спостерігалися свідчення зв'язаних станів Майорани при використанні низько-температурного тунельного мікроскопа. Було припущено, що зв'язані стани Майорани з'являються на краях рядка атомів заліза на поверхні свинцю, коли той знаходиться в стані надпровідності. Фізик Джейсон Аліцеа з Каліфорнійського технологічного інституту, що не брав участі в цьому відкритті, сказав що ця робота надає «переконливе свідчення» існування ферміонів Майорани, але «ми повинні припускати можливість інших пояснень — навіть якщо прямо зараз немає відповідних кандидатів».

### Потенційне застосування
Ведеться дискусія стосовно можливості побудови кубітів (ключової складової квантового комп’ютера) на базі квазічастинок майоранівських ферміонів.